# قائمة الشركات في أندورا

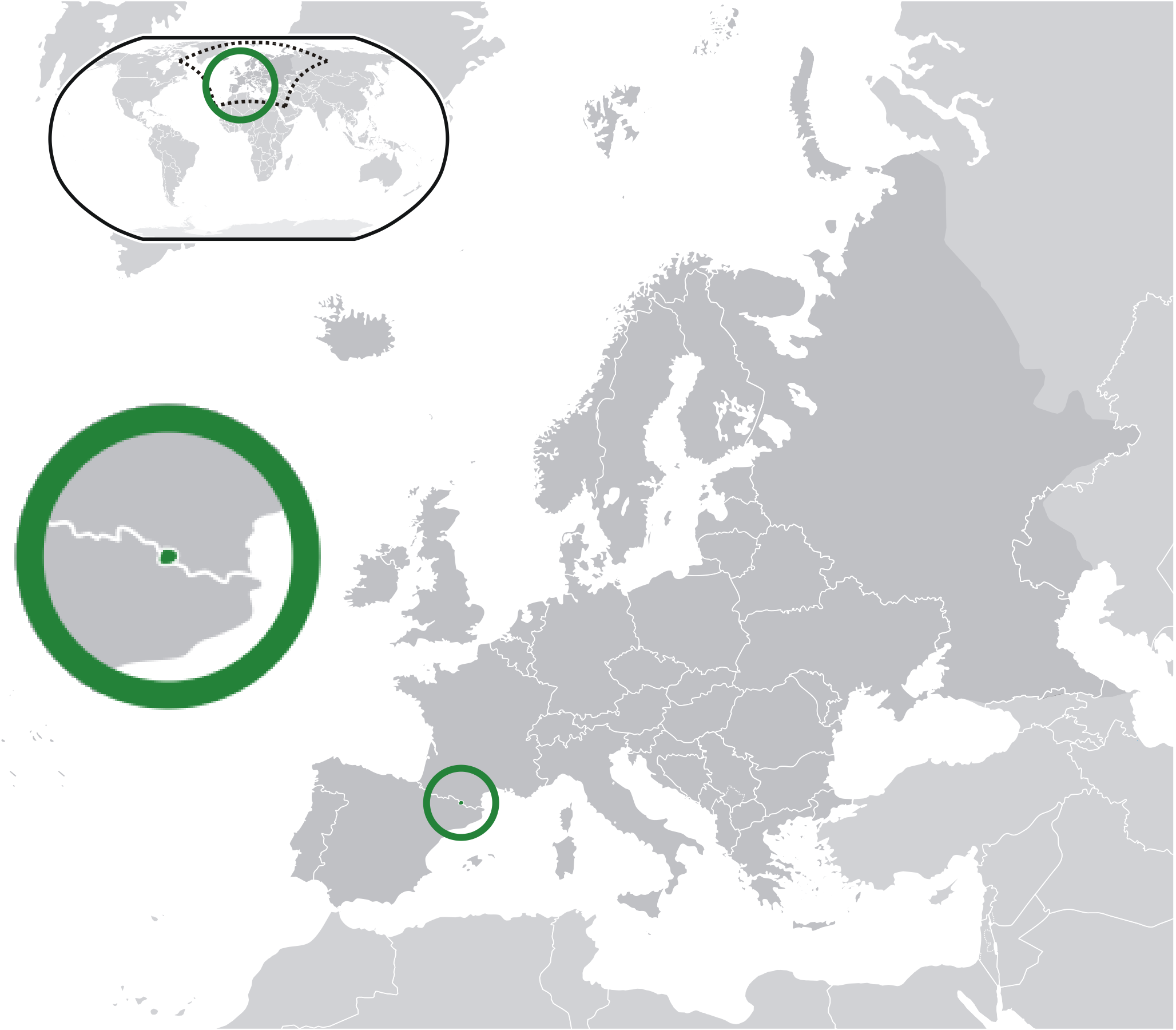
موقع أندورا

أندورا هي دولة صغيرة غير ساحلية ذات سيادة في جنوب غرب أوروبا، وتقع في جبال البرانس الشرقية ويحدها إسبانيا وفرنسا. تشكل السياحة، الركيزة الأساسية لاقتصاد أندورا، ما يقرب من 80% من الناتج المحلي الإجمالي. يُقدر عدد السياح الذين يزورون أندورا سنويًا بنحو 10.2 مليون سائح، ويجتذب السياح وضع أندورا المعفي من الرسوم الجمركية ومنتجعاتها الصيفية والشتوية.

## شركات بارزة
تتضمن هذه القائمة شركات بارزة يقع مقرها الرئيسي في الدولة. تتبع الصناعة والقطاع تصنيف معيار التصنيف الصناعي. يتم تضمين المنظمات التي توقفت عن العمل ويتم الإشارة إليها على أنها لم تعد موجودة.
| الاسم                   | الصناعة                      | القطاع                | المقر                  | تأسست | ملاحظات            |
| ----------------------- | ---------------------------- | --------------------- | ---------------------- | ----- | ------------------ |
| أندبنك                  | المالية                      | بنوك                  | أندورا لا فيلا         | 1930  | بنك خاص            |
| أندورا تيليكوم          | الاتصالات السلكية واللاسلكية | اتصالات الهاتف الثابت | سانتا كولوما دا أندورا | 1949  | الاتصالات الوطنية  |
| بنك أندورا الخاص        | المالية                      | بنوك                  | إسكالديس أنجوردني      | 1957  | بنك خاص            |
| كريديت أندورا           | المالية                      | بنوك                  | أندورا لا فيلا         | 1949  | تعاونيات مصرفية    |
| جراند ماجاتزيمس بيرينيه | خدمات المستهلك               | تجار التجزئة          | أندورا لا فيلا         | 1930  | متجر متعدد الأقسام |
| مجموعة مورا بنش         | المالية                      | بنوك                  | أندورا لا فيلا         | 1956  | بنك                |
| إدارة بي جي إي          | خدمات المستهلك               | الخدمات الترفيهية     | أندورا لا فيلا         | 1957  | إدارة التزلج       |